# Eurhinosea flavaria
Eurhinosea flavaria là một loài bướm đêm trong họ Geometridae.